# 東門姓
东门姓為漢字复姓，出自姬姓。按《通志氏族略》記戴：「魯莊公子公子遂，字襄仲，居東門，號東門襄仲，因以為氏。」

## 延伸阅读
[在维基数据编辑]
 《百家姓》
 《欽定古今圖書集成·明倫彙編·氏族典·東門姓部》，出自陈梦雷《古今圖書集成》